# Sklípkan Klaasův
Sklípkan Klaasův (Brachypelma klaasi) je sklípkan endemicky žijící v pobřežních oblastech států Colima a Jalisco v Mexiku. Zoogeografický popis druhu je dostupný v původní literatuře. Obývá suché, křovinaté oblasti. Vědecky byl popsán arachnology v roce 1994 (Schmidt & Krause). Byl pojmenován na počest německého arachnologa Petera Klaase, který jej objevil a poskytl k vědeckému popisu. Jde o blízkého příbuzného sklípkana Brachypelma smithi, který je ovšem výrazně barevnější a díky tomu také atraktivnější pro chovatele.
Brachypelma klaasi je zemní sklípkan, který většinu času tráví ve své noře podobně jako všichni ostatní zástupci rodu Brachypelma. Ven na lov vychází obvykle brzy ráno nebo večer, podobně jako ostatní sklípkani tohoto rodu, kteří se často sluní u vchodu do své nory. Živí se hmyzem a drobnými obratlovci. Jedná se o jeden z menších druhů tohoto chovatelsky oblíbeného rodu, velikost těla dospělců se pohybuje mezi 50-75 mm. Samice jsou mohou být pohlavně dospělé už ve velikosti 45 mm. Mláďata v prvních svlecích jsou poměrně drobounká a rostou velmi pomalu. Základním zbarvením je kakaově hnědá až temně černá. Karapax (hlavohruď) je bez kresby. Zadeček je černý s delšími světlými chloupky s červenohnědou barvou. Chelicery a končetiny v místech od pately (kolena) po metatarsy (zanártí) jsou zbarveny světlehnědě až rezavě. Samec se od samice odlišuje velmi málo, spolehlivě jej můžeme rozlišit až v dospělosti. Samci mají po posledním svleku, tedy po dosažení pohlavní dospělosti, na konci makadel tzv. bulby, ve kterých uchovávají sperma. Při páření jej vypustí z bulbů do pohlavního ústrojí samice. U tohoto druhu bylo pozorováno zvláštní chování samců po páření; samci u ústí nory samice zanechávali někdy svou pavučinu, která zřejmě maskovala pach samice. Smyslem tohoto chování je pravděpodobně snaha samce zabránit samici dalšímu páření s jinými samci a zvýšit tak šanci na přenos svých genů do další generace. Samec po posledním svleku žije obvykle už jen 6-10 měsíců, samice se však může po dosažení dospělosti dožívat 10-20 let a pravidelně se svlékat.
Jedná se poměrně klidného sklípkana, který se brání pouze vyčesáváním chloupků se zadečku. Ty jsou velmi jemné a snadno se zabodávají do kůže a sliznic a vyvolávají svědění, pálení a případně i alergické reakce. Jen velmi vzácně může i kousnout, ale jeho jedovatost není nijak zásadní.
Držet jej můžeme v sušším teráriu o velikosti 20x30x20 cm doplněném o úkryt vhodné velikosti (např. rozpůlený květináč) a misku s vodou. Teplota mu vyhovuje pokojová.